# Aleksandr Ragouline
Temple de la renommée de l'IIHF : 1997
Temple de la renommée russe : 2004
Aleksandr Pavlovitch Ragouline (en russe : Александр Павлович Рагулин et en anglais Alexander Ragulin ; né le 5 mai 1941 à Moscou en URSS et mort le 17 novembre 2004 à Moscou) est un joueur professionnel de hockey sur glace soviétique.

## Carrière de joueur
En 1957, il commence sa carrière au Khimik Voskressensk dans le championnat d'URSS.
En 1962, il signe au CSKA Moscou. L'équipe remporte le championnat en 1963, 1964, 1965, 1966, 1968, 1970, 1971, 1972, 1973. En 1973, il met un terme à sa carrière après 427 parties et 63 buts.

## Carrière internationale
Il a représenté l'Équipe d'URSS de 1961 à 1973. Il a remporté dix Championnats du monde et à trois reprises les Jeux olympiques d'hiver en 1964, 1968, et 1972. Il a disputé 239 matchs pour 29 buts.

## Trophées et honneurs personnels
- Intronisé au Temple de la renommée du hockey russe : 2004.
- Intronisé au Temple de la renommée de l'IIHF : 1997.

Championnat du monde
- 1966: Meilleur défenseur.
- 1963: élu dans l'équipe type.
- 1965: élu dans l'équipe type.
- 1966: élu dans l'équipe type.
- 1967: élu dans l'équipe type.

Jeux olympiques d'hiver
- 1964: élu dans l'équipe type.

URSS
Élu dans l'équipe type: 1961, 1962, 1963, 1964, 1966, 1967, 1968, 1969, 1972.

## Inhumation
Aleksandr Ragouline est enterré au cimetière Vagankovo à Moscou, à côté de nombre de sportifs russes.